# Copa Roca de 1971
A Copa Roca de 1971 foi um torneio de futebol de caráter amistoso disputado entre a Seleção Brasileira e a Seleção Argentina nos dias 28 e 31 de julho de 1971.[carece de fontes?] O torneio foi disputado em duas partidas, ambas no país sede Argentina. Com a segunda partida terminando empatada, houve prorrogação, porém o empate se manteve, fazendo com que, pela primeira vez na história, o título da Copa Roca fosse dividido entre os dois países.

## Sede
As duas partidas da competição foram disputadas no Estádio Monumental de Núñez, em Buenos Aires.
| Buenos Aires | Buenos Aires                       |
| ------------ | ---------------------------------- |
| Buenos Aires | Estádio Monumental de Núñez        |
| Buenos Aires | 34° 32′ 43,15″ S, 58° 26′ 59,05″ O |
| Buenos Aires | Capacidade: 74 624                 |
| Buenos Aires |                                    |

## Torneio
Brasil e Argentina empataram na primeira partida. 1 a 1. Marco Antonio cruzou, Paulo Cesar dominou no peito e guardou. Dominichi lançou Madurga para empatar nos acréscimos.  No segundo jogo 2 a 2. Brindisi cruza, Bianchi faz o corta luz e Fischer abre o marcador. Paulo Cesar cruza e Tostão de cabeça empata o jogo. Piazza desarma Onega, mas a bola sobra para Fischer fazer o segundo. Tostão toca para Pauo Cesar empatar.

## Detalhes

### Primeiro jogo
| 28 de julho de 1971 | Argentina   | 1 – 1     | Brasil          | Estádio Monumental de Núñez, Buenos Aires |
|                     | Madurga 89' | Relatório | Paulo César 79' | Público: 60 000 Árbitro: BEL Vital Loraux |

| G                 | Ruben Sanchez    |
| D                 | Jorge Dominichi  |
| D                 | Ángel Bargas     |
| D                 | César Laraignée  |
| D                 | Ramón Heredia    |
| M                 | Norberto Madurga |
| M                 | José Pastoriza   |
| M                 | Miguel Brindisi  |
| A                 | Rodolfo Fischer  |
| A                 | Rubén Ayala      |
| A                 | Carlos Bianchi   |
| Substituições:    |                  |
| A                 | Pedro Verde      |
| Treinador:        |                  |
| Juan José Pizzuti |                  |

| G              | Félix            |
| LD             | Zé Maria         |
| Z              | Brito            |
| Z              | Piazza           |
| LE             | Everaldo         |
| V              | Clodoaldo        |
| M              | Gérson           |
| M              | Rivellino        |
| M              | Vaguinho         |
| A              | Claudiomiro      |
| A              | Tostão           |
| Substituições: |                  |
| LE             | Marco Antônio    |
| M              | Paulo Cézar Caju |
| Treinador:     |                  |
| Zagallo        |                  |

### Segundo jogo
| 31 de julho de 1971 | Argentina       | 2 – 2 (pro) | Brasil                        | Estádio Monumental de Núñez, Buenos Aires  |
|                     | Fischer 12' 91' | Relatório   | Tostão 82' · Paulo César 115' | Público: 65 000 Árbitro: SUI Rudi Scheurer |

| G                 | Ruben Sanchez       |
| D                 | Jorge Dominichi     |
| D                 | Ángel Bargas        |
| D                 | César Laraignée     |
| D                 | Ramón Heredia       |
| M                 | Norberto Madurga    |
| M                 | José Pastoriza      |
| M                 | Miguel Brindisi     |
| A                 | Rubén Ayala         |
| A                 | Carlos Bianchi      |
| A                 | Rodolfo Fischer     |
| Substituições:    |                     |
| M                 | Ángel Landucci      |
| M                 | Daniel Onega        |
| A                 | Ernesto Mastrángelo |
| Treinador:        |                     |
| Juan José Pizzuti |                     |

| G              | Félix            |
| LD             | Eurico           |
| Z              | Brito            |
| Z              | Piazza           |
| LE             | Everaldo         |
| V              | Clodoaldo        |
| M              | Gérson           |
| M              | Rivellino        |
| M              | Vaguinho         |
| A              | Tostão           |
| A              | Paulo Cézar Caju |
| Substituições: |                  |
| LE             | Marco Antônio    |
| A              | Claudiomiro      |
| M              | Lula             |
| Treinador:     |                  |
| Zagallo        |                  |

## Premiação
| Copa Roca de 1971             | Copa Roca de 1971 |
| ----------------------------- | ----------------- |
| ARGENTINA Campeão (4º título) |                   |

| Copa Roca de 1971          | Copa Roca de 1971 |
| Brasil                     |                   |
| -------------------------- | ----------------- |
| BRASIL Campeão (7º título) |                   |

### Artilharia
2 gols
- ARG Rodolfo Fischer
- BRA Paulo Cézar Caju

1 gol
- ARG Norberto Madurga
- BRA Tostão